# Lentula
Lentula es un género de saltamontes de la subfamilia Lentulinae, familia Lentulidae. Este género es endémico de Sudáfrica.

## Especies
Las siguientes especies pertenecen al género Lentula:
- Lentula callani Dirsh, 1956
- Lentula minuta Dirsh, 1956
- Lentula obtusifrons Stål, 1878
- Lentula tuberculata Miller, 1932